# Calf Head
Das Calf Head (englisch für Kälberkopf) ist eine Landspitze an der Nordküste Südgeorgiens. Sie liegt 5 km nordwestlich des Kap Harcourt und markiert die nördliche Begrenzung der Sacramento Bight.
Eine deutsche Forschergruppe gab der höchsten Erhebung im Rahmen des Ersten Internationalen Polarjahres (1882–1883) auf dieser Landspitze den Namen Kälber-Berg. Nach Vermessungen des South Georgia Survey zwischen 1951 und 1952 entschied das UK Antarctic Place-Names Committee im Jahr 1954, die Benennung in der englischen Schreibweise auf die gesamte Landspitze auszudehnen.